# Fakulteta za strojništvo in ladjedelništvo v Zagrebu
Koordinati:   45°47′49″N, 15°58′18″E
Fakulteta za strojništvo in ladjedelništvo (izvirno hrvaško Fakultet strojarstva i brodogradnje u Zagrebu), s sedežem v Zagrebu, je fakulteta, ki je članica Univerze v Zagrebu.